# Alec Stone Sweet
Alec Stone Sweet est un théoricien des relations internationales, proche du courant néo-fonctionnaliste, professeur à la Yale Law School. 

## Parcours
Docteur de l'université de Washington, il a été professeur de sciences politiques à l'université de Californie à Irvine (1991-1998) avant d'enseigner Nuffield College (1998-2005) puis à l'université Yale à partir de 2004. Il a également enseigné dans diverses universités européennes ainsi qu'en Inde.
Il est l'auteur de onze livres et de plus de 70 articles, publiés dans des revues telles que American Journal of Sociology, American Political Science Review, Comparative Political Studies, West European Politics, International Journal of Constitutional Law, Journal of European Public Policy ou encore la Revue française de science politique.
Deux livres, The Birth of Judicial Politics in France et Governing with Judges, ont renouvelé l'approche comparative en droit constitutionnel.

## « La judiciarisation et la construction de la gouvernance »
Son article de 1996 (publié en 1999), Judicialization and the Construction of Governance, développe une théorie de la judiciarisation, entendue comme appel de plus en plus fréquent à un pouvoir judiciaire, c'est-à-dire à un tiers permettant de trancher un conflit entre deux parties. S'appuyant sur les exemples du GATT et de la montée en puissance du Conseil constitutionnel en France, il essaie d'expliquer comment une boucle vertueuse peut se créer, menant à une judiciarisation toujours plus profonde. Ce modèle, qui fait appel à la notion de path dependence, a aussi été appliqué à l'intégration européenne.
L'idée de base de l'article est de montrer comment l'appel à l'arbitrage d'un conflit ou litige par un tiers peut être expliqué selon les termes du « néorationalisme », ou de la théorie des jeux, c'est-à-dire en faisant appel aux intérêts respectifs des parties. Cependant, ce passage d'une « dyade » (la relation entre les deux parties) à une « triade » (faisant intervenir l'arbitre) conduit à renforcer un système autonome de normes, faisant ainsi passer en pratique, d'une certaine manière, du champ politique au champ judiciaire (avec un appel de plus en plus fréquent aux avocats et juristes, y compris dans le processus législatif - au GATT, cela s'illustre par le remplacement des diplomates par des avocats ; au Conseil constitutionnel, par les appels de plus en plus insistants pour modifier la composition du Conseil afin d'accorder une place plus grande à l'expertise juridique). Or, dans le passage de l'analyse des intérêts des acteurs à l'analyse de la structure normative, qui s'auto-nourrit dans le processus de judiciarisation, la théorie des jeux devient inadéquate, en ce qu'elle présuppose, le plus souvent, un système de normes statique dans lequel prend place la stratégie des acteurs. Or, Stone Sweet vise précisément à expliquer comment ce système de normes évolue afin de répondre aux attentes sociales, processus qu'il définit comme « gouvernance » (dans un sens très différent donc du sens commun de ce terme). 
Stone Sweet souligne certaines limites à son modèle, et notamment le fait que cette « boucle vertueuse » (ou « vicieuse », selon les points de vue...) est conjoncturelle : il existe de nombreux cas - majoritaires dans l'histoire - où le processus de judiciarisation est bloqué. Cela peut arriver, par exemple, parce que les deux acteurs ont des raisons profondes de refuser de s'accorder et s'opposent ainsi à tout compromis (cas des États-Unis et de l'URSS pendant la guerre froide). Cela peut aussi arriver lorsque les acteurs (la dyade) préfèrent résoudre tout conflit par la médiation, plutôt que de faire appel à un tiers pour arbitrer. Ou encore, même lorsque les parties font appel à un tiers, elles peuvent refuser de se soumettre à ses décisions; la capacité de ce dernier à légitimer et ainsi imposer ses décisions est d'ailleurs l'un des motifs centraux de la construction dynamique du système de normes, dans la mesure où la règle du précédent, formelle ou informelle, y joue un rôle central.

## L'intégration européenne
Avec Wayne Sandholtz et Neil Fligstein, il a développé et modifié la théorie néo-fonctionnaliste d'Ernst Haas à partir d'analyses de l'intégration européenne (European Integration and Supranational Governance, The Institutionalization of Europe et The Judicial Construction of Europe, 2004). Il explique ainsi comment s'alimentent entre elles les activités des acteurs privés et économiques, des lobbyistes, des législateurs et des juges. « Ces liens, en retour, produisirent un système causal, se renforçant lui-même, qui a conduit vers l'intégration et donné à l'Union européenne son caractère fondamental d'expansion » .
Il critique ainsi les approches, souvent liées à la théorie du choix rationnel, mettant trop l'accent sur les processus de négociation inter-gouvernementaux et pas assez sur les autres acteurs (transnationaux, supranationaux, privés, etc.) participant à l'élaboration de l'Union européenne.

## Marchés et globalisation
Il a montré comment les quarante dernières années ont vu la mise en place d'un système privé de gouvernance transnationale, ce qu'il appelle la nouvelle Lex mercatoria. Selon lui, les acteurs du système, c'est-à-dire les multinationales, leurs avocats, les arbitres internationaux et les legal academics (professeurs de droit), ont évolué vers l'utilisation de principes « a-nationaux » de contrats et d'un système de juridiction privée pour organiser et réguler les échanges commerciaux transfrontaliers. Les États sont vus ici comme des freins, des coûts supplémentaires pour les entreprises, et sont alors utilisés uniquement si nécessaires. Les États ont alors adapté leurs lois à cette nouvelle Lex Mercatoria en augmentant l'autonomie des firmes. Il s'intéresse également dans ce cadre à la comptabilité sociale et environnementale.

## Divers
Alec Stone Sweet est par ailleurs musicien accompli, ayant enregistré trois CD. Il est aussi joueur accompli de pétanque, ayant participé à des championnats internationaux (à Genève en 2003, etc.).